# 小池かおる
小池かおる（こいけかおる）は、ロサンゼルス在住の映画ジャーナリスト、レポーター。

## 経歴・人物
- ロサンゼルス在住の映画ジャーナリストで、テレビ東京のシネ通!でレポーターを務める。
- 東京都立国際高等学校出身。

## 出演

### テレビ番組
- シネ通!・レポーター出演（2010～現在、テレビ東京）